# Hohenschwangau
Hohenschwangau est un quartier de la commune de Schwangau, près de Füssen, dans le district de Souabe en Bavière.
Le lieu est célèbre pour les deux châteaux qu'il abrite : le château de Hohenschwangau et celui de Neuschwanstein. Ils font partie des lieux les plus visités d'Allemagne, environ 2 millions de visiteurs par an passent par le quartier : il est donc particulièrement envahi par des parkings, hôtels, restaurants et magasins touristiques.
Le quartier accueille également depuis 2011 le Musée des rois de Bavière.